# Криштальська Олена Василівна
Олена Василівна Криштальська (19 листопада 1943, село Привітне, Волинська область — 2 січня 2022, Луцьк) — українська поетеса, перекладачка.

## Життєпис
Народилася 19 листопада 1943 року у селі Привітне Локачинського району на Волині. Після закінчення Камінь-Каширського медичного училища працювала медсестрою у містах Горохів та Луцьк.
Інтерес до іноземних мов привів Олену Криштальську на II Київські державні курси іноземних мов, де вона здобула фах перекладача з іспанської 1987 року.
2000 року, на столичних державних курсах «Інтерлінгва» опанувала італійську мову, а при Київському національному університеті імені Тараса Шевченка — португальську.
2009 року закінчила факультет іспанської мови Київського лінгвістичного університету.
Померла 2 січня 2022 року у Луцьку в 78-річному віці.

## Літературна діяльність
Авторка поетичних збірок:
- «Відкриваю в собі таємницю» (1987);
- «Хліб і камінь» (1993);
- «Пізня яблуня» (2009).

Перекладала з іспанської, португальської, італійської, польської, англійської, російської, білоруської мов та польською мовою.
Перші переклади з іспанської увійшли до книги «Ґабріела Містраль. Поезії», яка побачила світ у видавництві «Дніпро» (1984).
Уперше в Україні переклала й опублікувала книгу «Рими» (1993) знаменитого іспанського поета-романтика XIX століття Ґуставо Адольфо Беккера.
Упорядкувала і переклала двомовні видання:
- «Antología de la poesía argentina, siglo XX / Антологія аргентинської поезії XX століття» (1998);
- «Llama de amor viva. Antología de la poesía española, siglos XII—XX / Незгасне полум'я любові. Антологія іспанської поезії XII-ХХ століть»(2003);
- «Las cuerdas pulsativas. Antología de la lírica española y latinoamericana, siglos XVI—XX / Пульсуючі струни. Антологія іспанської та латиноамериканської лірики XVI-ХХ століть»(2010).

Упорядкувала і переклала польською мовою двомовне видання «Гравітація взаємності. Антологія сучасної української поезії / Grawitacja wzajemności. Antologia współczesnej poezji ukraińskiej» (2013).
Переклала з польської мови книги Збіґнєва Фрончека «Любов у Любліні» (2011), «Три женихи для Єви. Люблінські історії» (2015).

## Премії
- Літературна премія імені Василя Мисика Національної спілки письменників України та Всесвітньої української координаційної ради (2001),
- Обласна літературно-мистецька премія імені Агатангела Кримського (2003),
- Літературна премія імені Григорія Кочура (2013),
- Польська міжнародна літературна премія імені Юзефа Лободовського (2015).[3]

- Книгу Олени Криштальської «Пізня яблуня» відзначено дипломом III ступеня в номінації «Поезія» на конкурсі «Найкраща книга України — 2009».

## Про творчість Олени Криштальської у літературі
- Бондаренко Станіслав. Добірний кришталь Олени Криштальської // Літературна Україна. — 2013. — 20 червня;
- Бросаліна Олена. "Криштальський голос Олени Криштальської // Літературна Україна. — 2011. — 27 січня;
- Гей Василь. Ще один успіх творчого тандему «Олена Криштальська — Збігнєв Фрончек» // Віче. — 2015. — 22–28 жовтня, С. 5;
- Голоцван Леонід. Аргентинська поезія XX століття українською // Літературна Україна. — 1999. — 8 квітня;
- Гуменюк Надія. Олена Криштальська. Магічне торкання до неба поезії // Народна трибуна. — 1995. — 10 жовтня;
- Гуменюк Надія. Аргентинська антологія, народжена в Луцьку // Віче. — 1998. — 25 червня;
- Гуменюк Надія. Олена та Василь Криштальські. "Ніхто за нас самих не збудує нам храму любові // Віче. — 2003. — 23 жовтня;
- Гуменюк Надія. Незгасне полум'я любові // Віче. — 2003. — 20 грудня;
- Зарівна Теодозія. Антології «особисті», «випадкові» та інші // Літературна Україна. — 2013. — 12 грудня;
- Качуровський Ігор. Перед початком (передмова) // Пульсуючі струни. Антологія іспанської та латиноамериканської лірики XVI–ХХ століть: переклади. — Луцьк: Терен, 2013;
- Корецька Клава. Густаво Адольфо Беккер свій шлях до українського читача починає з Луцька // Народна трибуна. — 1993. — 25 травня;
- Кравченко Світлана. «Гравітація взаємності» // Волинський Монітор. — 2013. — 10 жовтня;
- Król Krzysztof. Piękno, prawda, pamięć. Rozmowa z Oleną Krysztalśką, laureatką Międzynarodowej Nagrody Literackiej im. Józefa Łobodowskiego // Lublin. Kultura i społeczeństwo. — 2015. — № 3;
- Лис Володимир. Поетичний поліглот з Луцька // Волинь-нова. — 2008. — 4 грудня;
- Мокровольський Олександр. Вітрильник долі // Літературна Україна. — 2015. — 8 жовтня;
- Перлулайнен Лана. Спільне небо поезії // Волинь-нова. — 2013. — 1 жовтня;
- Покальчук Юрій. Поезія оголених почуттів (передмова) // Густаво Адольфо Беккер. «Рими»: поезія. — Луцьк: Надстир'я, 1993;
- Panteluk Stanisław. Święto poezji ukraińskiej // Dziennik kijowski. — 2013. Nr. 11;
- Романюк Ніна. Олена Криштальська знову подивувала, впорядкувавши і переклавши польською мовою твори 135 українських поетів // Віче. 2013. — 12–18 вересня;
- Стасенко Станіслав. У столиці презентували «Гравітацію взаємності» // Літературна газета. — 2013. — 30 червня;
- Ткаченко Всеволод. Душа, відкрита світовій поезії // Українська літературна газета. — 2013. — 4 жовтня;
- Фрончек Збігнєв Влодзімєж. Післямова: кореспонденційні натхнення // Гравітація взаємності. Антологія сучасної української поезії. — Луцьк: ВМА Терен, 2013;
- Штинько Валентина. З любов'ю до Аргентини // Волинь. — 1994. — 1 лютого;
- Штинько Валентина. Переклади Олени Криштальської // Волинь. — 1994. — 26 лютого.